# Musée du Luxembourg
Musée du Luxembourg (česky Lucemburské muzeum) je muzeum umění v Paříži v 6. obvodu v areálu Lucemburského paláce. Sídlí v křídle postaveném kolmo k palácové oranžérii se vstupem z ulice Rue de Vaugirard. Od roku 2000 je tato kulturní instituce pod správou Francouzského senátu, který má sídlo v paláci. V muzeu se v současnosti konají pravidelné tematické výstavy výtvarného umění. Muzeum vzniklo již v roce 1750 jako první veřejné muzeum ve Francii, mnohem dříve, než největší francouzské muzeum Louvre otevřené roku 1793. V roce 1818 se Lucemburské muzem stalo prvním evropským muzeem současného umění.

## Historie
Muzeum bylo otevřeno 14. října 1750 jako první veřejná obrazárna. Vzniklo ve východním křídle paláce v galerii Marie Medicejské a velmi rychle si díky svým obrazům získalo proslulost. Královská sbírka obsahovala kolem 1800 děl a z nich bylo vystaveno 96. Na východní straně galerie se nacházela díla např. Svatá rodina Leonarda da Vinciho, Panna s králíkem od Tiziana a díla Raffaella, Veronese, Rembrandta, Poussina, van Dycka, Lorraina atd. V galerii rovnoběžně na západ byla vystavena biografická série obrazů objednaná Marií Medicejskou od Rubense. Pozdější král Ludvík XVIII. galerii uzavřel v roce 1780, neboť v roce 1760 získal palác jako apanáž. Obrazy byly v roce 1790 přeneseny do Louvru.
V roce 1803 inicioval znovuotevření galerie malíř a senátor Joseph Maria Vien. Správce obnovené galerie byl v lednu 1803 jmenován malíř Jean Naigeon. Nové muzeum bylo otevřeno 26. června 1803 a vrátily se do něj Rubensovy obrazy. Sbírka byla doplněna dalšími mistry (Nicolas Poussin, Simon Vouet, Jacques-Louis David, Eustache Lesueur aj.) Muzeum se rozšířilo a přibralo další místnosti. Přibyla série francouzských přístavů od Claude Joseph Vernet a další obrazy od Rubense a Lesueura. Ovšem tato díla byla po napoleonských válkách předána Louvru.
11. dubna 1818 byla galerie přeměněna na Muzeum žijících umělců (Musée des artistes vivants). Byla zde vystavena mj. díla Davida (1748-1825), Grose (1751-1835), Girodeta (1767-1824), Ingrese (1780-1867) a Delacroixe (1798-1863). Vystavená díla se deset let po smrti umělců měla stát majetkem muzea. V roce 1886 se muzeum přemístilo do nových (současných) prostor uvolněných Senátem. V roce 1895 muzeum získalo díla Gustava Caillebotta, což byl první případ impresionisty zakoupeného do státního muzea. V roce 1937 se celá sbírka přesunula do větších prostor v Palais de Tokyo postaveném pro světovou výstavu. Muzejní sbírky byly permanentně doplňovány částečně z darů od umělců (Pablo Picasso, Georges Braque, Henri Matisse, Marc Chagall, Constantin Brâncuşi aj.) a soukromých sběratelů (Louise a Michel Leiris, Daniel Cordier) i jednotlivých darů a akvizicemi. Tím byl dán základ sbírky, která nyní tvoří rozsáhlou kolekci Musée national d'art moderne v Centre Georges Pompidou.
V roce 1979 Senát rozhodl, že obnoví muzeum v prostorech, kde sídlilo v letech 1886-1937. V muzeu se pravidelně konají tematické výstavy přibližující sbírky různých muzeí ve Francii (malířství z Provence, bretaňské zlatnictví, porcelán z Limoges aj.)